# 33. Primetime Emmy-gála
A 33. Primetime Emmy-gála során az 1980 és 1981 között főműsoridőben bemutatott, amerikai televíziós programokat értékelték. A jelölteket az Academy of Television Arts & Sciences választotta ki. A Los Angeles-i Pasadena Civic Auditoriumben tartott ceremóniát az CBS tűzte műsorra 1981. szeptember 13-én. A műsor házigazdái Shirley MacLaine és Ed Asner voltak. A gála a Screen Actors Guild (az amerikai színészek céhe) sztrájkja alatt lett megtartva, az összefogás jegyében pedig a cég 52 jelöltjéből 51 bojkottálta az eseményt és nem vett rajta részt. Egyedül Powers Boothe jelent meg, aki átvételi beszédében azt állította, "ez vagy a karrierem legbátrabb pillanata, vagy a legostobább".

## Győztesek és jelöltek
A nyertesek félkövérrel jelölve.

### Műsorok
| Legjobb vígjátéksorozat | Legjobb drámasorozat                                                                                  |
| --- | --- |
| - Taxi (ABC) - Barney Miller (ABC) - MASH (CBS) - Soap (ABC) - WKRP in Cincinnati (CBS) | - Zsarublues (NBC) - Dallas (CBS) - Lou Grant (CBS) - Quincy, M.E. (NBC) - The White Shadow (CBS)     |
| Legjobb tévéfilm | Legjobb minisorozat                                                                                   |
| - Playing for Time (CBS) - Evita Perón (NBC) - Fallen Angel (CBS) - The Shadow Box (ABC) - The Women's Room (ABC) | - A sógun (NBC) - Édentől keletre (ABC) - Masada (ABC) - Rumpole of the Bailey (PBS) - Az áruló (PBS) |
| Legjobb varietésorozat vagy különkiadás | |
| - Lily: Sold Out (CBS) - AFI Life Achievement Award: A Tribute to Fred Astaire (CBS) - The Benny Hill Show (szindikált sugárzás) - Muppet Show (szindikált sugárzás) - The Tonight Show Starring Johnny Carson (NBC) | |

### Színészek

#### Főszereplők
| Legjobb férfi főszereplő (vígjátéksorozat) | Legjobb női főszereplő (vígjátéksorozat) |
| --- | --- |
| - Judd Hirsch (Alex Reiger) - Taxi (ABC) (Epizód: "Szokatlan háromszög") - Alan Alda (Hawkeye Pierce) - MASH (CBS) - Hal Linden (Barney Miller) - Barney Miller (ABC) - Richard Mulligan (Burt Campbell) - Soap (ABC) - John Ritter (Jack Tripper) - Three's Company (ABC)                                                                                 | - Isabel Sanford (Louise Jefferson) - The Jeffersons (CBS) (Epizód: "And the Doorknobs Shined Like Diamonds") - Eileen Brennan (Mrs. McKenzie) - Taxi (ABC) (Epizód: "A főnök felesége") - Cathryn Damon (Mary Campbell) - Soap (ABC) - Katherine Helmond (Jessica Tate) - Soap (ABC) - Lynn Redgrave (Ann Atkinson) - House Calls (CBS)      |
| Legjobb férfi főszereplő (drámasorozat) | Legjobb női főszereplő (drámasorozat) |
| - Daniel J. Travanti (Frank Furillo) - Zsarublues (NBC) - Ed Asner (Lou Grant) - Lou Grant (CBS) - Jim Davis (Jock Ewing) - Dallas (CBS) - Louis Gossett Jr. (Bessie édesapja) - Palmerstown, U.S.A. (CBS) (Epizód: "Future City") - Larry Hagman (Jockey Ewing) - Dallas (CBS) - Pernell Roberts (Dr. John 'Trapper' McIntyre) - Trapper John, M.D. (CBS) | - Barbara Babcock (Grace Gardner) - Zsarublues (NBC) (Epizód: "Fecund Hand Rose") - Barbara Bel Geddes (Ellie Ewing) - Dallas (CBS) - Linda Gray (Samantha Ewing) - Dallas (CBS) - Veronica Hamel (Joyce Davenport) - Zsarublues (NBC) - Michael Learned (Mary Benjamin) - Nurse (CBS) - Stefanie Powers (Jennifer Hart) - Hart to Hart (ABC) |
| Legjobb férfi főszereplő (minisorozat vagy különkiadás) | Legjobb női főszereplő (minisorozat vagy különkiadás) |
| - Anthony Hopkins (Adolf Hitler) - A bunker (CBS) - Richard Chamberlain (Anjin-san) - A sógun (NBC) - Mifune Tosiró (Lord Yoshi Toranaga) - A sógun (NBC) - Peter O’Toole (Cornelius Flavius Silva) - Masada (ABC) - Peter Strauss (Eleazar ben Yair) - Masada (ABC)                                                                                       | - Vanessa Redgrave (Fania Fenelon) - Playing for Time (CBS) - Ellen Burstyn (Jean Harris) - The People vs. Jean Harris (NBC) - Catherine Hicks (Marilyn Monroe) - Marilyn: The Untold Story (ABC) - Simada Jóko (Lady Toda Buntaro) - A sógun (NBC) - Joanne Woodward (Elizabeth Huckaby) - Válság a központi középiskolában (CBS)            |

#### Mellékszereplők
| Legjobb férfi mellékszereplő (vígjátéksorozat) | Legjobb női mellékszereplő (vígjátéksorozat) |
| --- | --- |
| - Danny DeVito (Louie De Palma) - Taxi (ABC) - Howard Hesseman (Johnny Caravella) - WKRP in Cincinnati (CBS) - Steve Landesberg (Sgt. Arthur Dietrich) - Barney Miller (ABC) - Harry Morgan (Sherman T. Potter) - MASH (CBS) - David Ogden Stiers (Charles Emerson Winchester III) - MASH (CBS) | - Eileen Brennan (Doreen Lewis) - Private Benjamin (CBS) - Loni Anderson (Jennifer Marlowe) - WKRP in Cincinnati (CBS) - Anne Meara (Veronica Rooney) - Archie Bunker's Place (CBS) - Marla Gibbs (Florence Johnston) - The Jeffersons (CBS) - Loretta Swit (Margaret Houlihan) - MASH (CBS) |
| Legjobb férfi mellékszereplő (drámasorozat) | Legjobb női mellékszereplő (drámasorozat) |
| - Michael Conrad (Phil Esterhaus) - Zsarublues (NBC) - Mason Adams (Charlie Hume) - Lou Grant (CBS) - Charles Haid (Andy Renko) - Zsarublues (NBC) - Robert Walden (Joe Rossi) - Lou Grant (CBS) - Bruce Weitz (Mick Belker) - Zsarublues (NBC)                                                 | - Nancy Marchand (Margaret Pynchon) - Lou Grant (CBS) (Epizód: "Stroke") - Barbara Barrie (Evelyn Stoller) - Breaking Away (ABC) - Barbara Bosson (Fay Furillo) - Zsarublues (NBC) - Linda Kelsey (Billie Newman) - Lou Grant (CBS) - Betty Thomas (Lucille Bates) - Zsarublues (NBC)        |
| Legjobb férfi mellékszereplő (minisorozat vagy különkiadás) | Legjobb női mellékszereplő (minisorozat vagy különkiadás) |
| - David Warner (Falco) - Masada (ABC) - Andy Griffith (Ash Robinson) - Murder in Texas (NBC) - Yūki Meguro (Omi) - A sógun (NBC) - Anthony Quayle (Rubrius Gallus) - Masada (ABC) - John Rhys-Davies (Vasco Rodrigues) - A sógun (NBC)                                                          | - Jane Alexander (Alma Rose) - Playing for Time (CBS) - Colleen Dewhurst (Val) - The Women's Room (ABC) - Patty Duke (Lily) - The Women's Room (ABC) - Shirley Knight (Maria Mandel) - Playing for Time (CBS) - Piper Laurie (Magda Goebbels) - A bunker (CBS)                               |

### Rendezők
| Legjobb rendező (vígjátéksorozat) | Legjobb rendező (drámasorozat) |
| --- | --- |
| - Taxi (ABC) (Epizód: "Szokatlan háromszög") – James Burrows - Archie Bunker's Place (CBS) (Epizód: "Tough Love") – Linda Day - Barney Miller (ABC) (Epizód: "Liquidation") – Noam Pitlik - Happy Days (ABC) (Epizód: "Hello, Mrs. Arcola") – Jerry Paris - MASH (CBS) (Epizód: "The Life You Save") – Alan Alda - MASH (CBS) (Epizód: "No Laughing Matter") – Burt Metcalfe - WKRP in Cincinnati (CBS) (Epizód: "Venus Flytrap Explains the Atom") – Rod Daniel | - Zsarublues (NBC) (Epizód: "Hill Street Station") – Robert Butler - American Dream (ABC) (Epizód: "Pilot") – Mel Damski - Zsarublues (NBC) (Epizód: "Jungle Madness") – Corey Allen - Zsarublues (NBC) (Epizód: "Up in Arms") – Georg Stanford Brown - Lou Grant (CBS) (Epizód: "Pack") – Burt Brinckerhoff - Lou Grant (CBS) (Epizód: "Strike") – Gene Reynolds |
| Legjobb rendező (varietésorozat vagy különkiadás) | Legjobb rendező (minisorozat vagy különkiadás) |
| - The Kennedy Center Honors: A Celebration of the Performing Arts (CBS) – Don Mischer - 53. Oscar-gála (ABC) – Marty Pasetta - Barbara Mandrell and the Mandrell Sisters (NBC) – Bob Henry - Great Performances: "Dance in America" (PBS) – Emile Ardolino - Linda in Wonderland (CBS) – Dwight Hemion - Musical Comedy Tonight II (PBS) – Tony Charmoli | - Kent State (NBC) – James Goldstone - Bitter Harvest (NBC) – Roger Young - Masada (ABC) (Epizód: "Part IV") – Boris Sagal - The Shadow Box (ABC) – Paul Newman - A sógun (NBC) (Epizód: "5. rész") – Jerry London |

### Forgatókönyvírók
| Legjobb forgatókönyv (vígjátéksorozat) | Legjobb forgatókönyv (drámasorozat) |
| --- | --- |
| - Taxi (ABC) (Epizód: "Jim randevúzik") – Michael Leeson - The Greatest American Hero (ABC) (Epizód: "Pilot") – Stephen J. Cannell - MASH (CBS) (Epizód: "Death Takes a Holiday") – Thad Mumford, Dan Wilcox, Burt Metcalfe, Mike Farrell, John Rappaport, Dennis Koenig - Taxi (ABC) (Epizód: "Szokatlan háromszög") – David Lloyd - Taxi (ABC) (Epizód: "Ismét otthon") – Glen Charles, Les Charles | - Zsarublues (NBC) (Epizód: "Hill Street Station") – Michael Kozoll, Steven Bochco - American Dream (ABC) (Epizód: "Pilot") – Ronald M. Cohen, Barbara Corday, Ken Hecht - Zsarublues (NBC) (Epizód: "Jungle Madness") – Michael Kozoll, Steven Bochco, Anthony Yerkovich - Lou Grant (CBS) (Epizód: "Rape") – Seth Freeman - Lou Grant (CBS) (Epizód: "Strike") – April Smith |
| Legjobb forgatókönyv (varietésorozat vagy különkiadás) | Legjobb forgatókönyv (minisorozat vagy különkiadás) |
| - Muppet Show (szindikált sugárzás) (Epizód: "Carol Burnett") - AFI Life Achievement Award: A Tribute to Fred Astaire (CBS) - Lily: Sold Out (CBS) - Musical Comedy Tonight II (PBS) - The Tonight Show Starring Johnny Carson (NBC) (Epizód: "18th Anniversary Show") | - Playing for Time (CBS) – Arthur Miller - Bitter Harvest (NBC) – Richard Friedenberg - Masada (ABC) (Epizód: "Part IV") – Joel Oliansky - The Shadow Box (ABC) – Michael Cristofer - A sógun (NBC) (Epizód: "5. rész") – Eric Bercovici |

## Fordítás
- Ez a szócikk részben vagy egészben  a(z)   33rd Primetime Emmy Awards című angol Wikipédia-szócikk fordításán alapul.  Az eredeti cikk szerkesztőit annak laptörténete sorolja fel. Ez a jelzés csupán a megfogalmazás eredetét és a szerzői jogokat jelzi, nem szolgál a cikkben szereplő információk forrásmegjelöléseként.